# The Red
The Red – przełomowy singel amerykańskiej alternatywnometalowej grupy Chevelle, pierwszy z ich drugiego albumu, Wonder What’s Next. Jest to piąty utwór na płycie i główny singel z ich płyty, pierwszy po zmianie wytwórni na Epic Records, wydany w 2002 roku. Jest często uważany za najbardziej znany singel Chevelle, mimo iż „Send The Pain Below” zdobyło wyższe miejsca na listach przebojów.
Piosenka opowiada o postępowaniu z frustracją i gniewem. Jej teledysk przedstawia seminarium „kontrolowania agresji”, gdzie wokalista Pete Loeffler wchodzi na mównicę i śpiewa zwrotki piosenki. Następnie teledysk przedstawia grupę grającą ciężki refren pod czerwonym światłem. Pod koniec piosenki pobudzeni uczestnicy seminarium, w tym członkowie zespołu Sam i Joe, zaczynają rzucać składanymi krzesłami.